# Agrostis quadrifida
Agrostis quadrifida é uma espécie de gramínea do gênero Agrostis, pertencente à família Poaceae.